# Nicole Palma
Nicole Palma (23 de febrero de 1993) es una deportista estadounidense que compitió en taekwondo. Ganó una medalla de bronce en los Juegos Panamericanos de 2011 en la categoría de –57 kg.

## Palmarés internacional
| Juegos Panamericanos | Juegos Panamericanos | Juegos Panamericanos | Juegos Panamericanos |
| Año                  | Lugar                | Medalla              | Categoría            |
| -------------------- | -------------------- | -------------------- | -------------------- |
| 2011                 | Guadalajara (México) | Medalla de bronce    | –57 kg               |